# Interstate 95

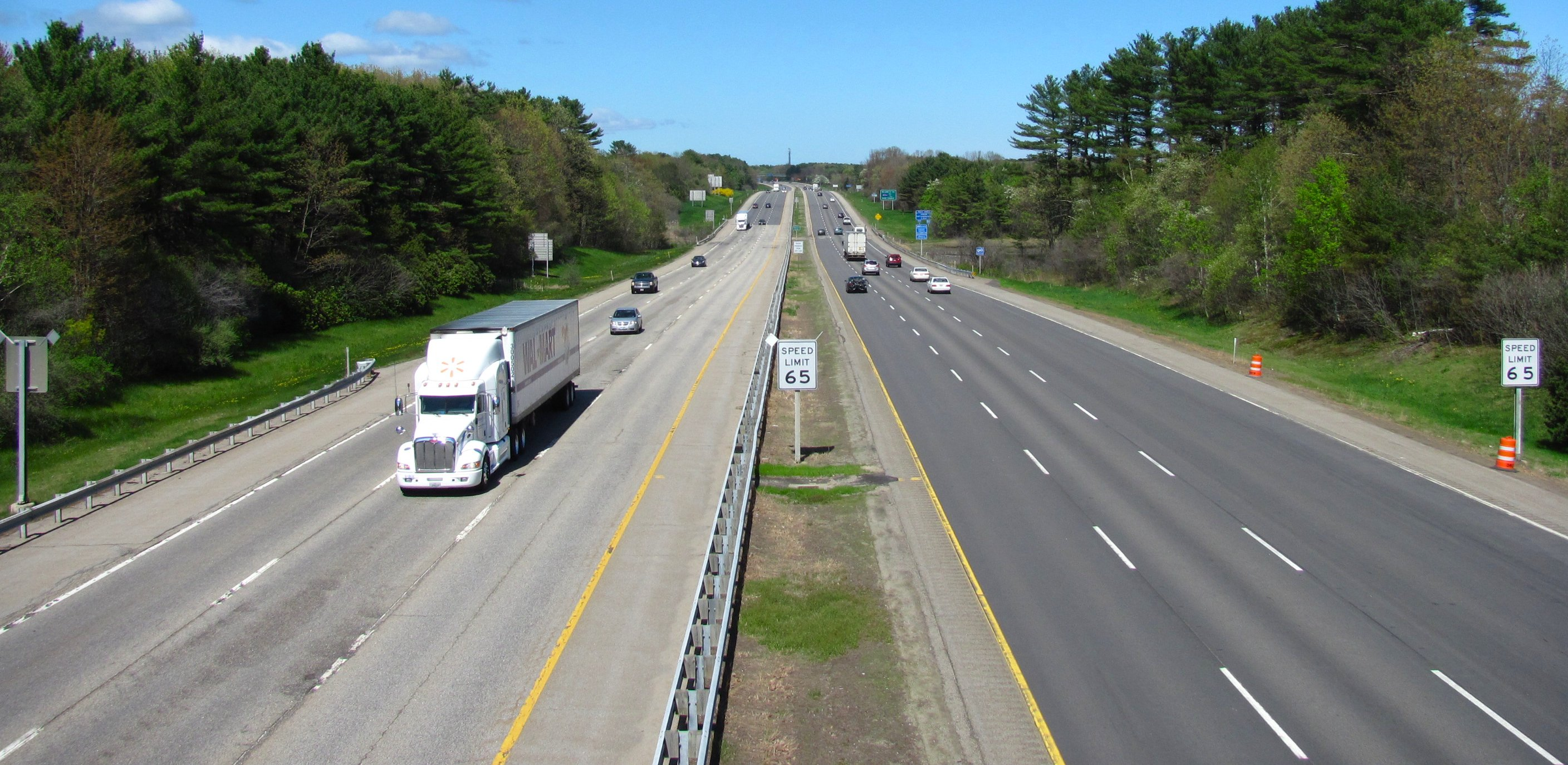
Interstate 95 in Kittery, Maine

Interstate 95 (I-95) is de belangrijkste noord-zuid Interstate highway aan de oostkust van de Verenigde Staten, en loopt van Florida naar Maine, van de zuidelijkste wijken van Miami, tot het noordelijke eindpunt, het grenscontrolestation Houlton–Woodstock Border Crossing op de Amerikaans-Canadese grens. De weg heeft de lange afstandsfunctie langs de kust van de Atlantische Oceaan overgenomen van de oudere U.S. Route 1 die veelal een nabijgelegen traject volgt.
De snelweg bedient vele van de belangrijke agglomeraties langs de Oostkust van de Verenigde Staten waaronder Miami, Jacksonville, Savannah en Fayetteville in de Southeast, Richmond, Washington, Baltimore, Wilmington, Philadelphia, Newark en New York in de Mid-Atlantic States tot New Haven, Providence, Boston en Portland in New England.
Met zijn lengte van 3.071 km is het de langste noord-zuid snelweg van het Amerikaanse Interstate Highway System en de op vijf na langste snelweg van het netwerk. Met een doortocht door vijftien Amerikaanse staten en een kort stukje door het District of Columbia voor de brug over de Potomac is het de Interstate die veruit de meeste staten aandoet.
Veel delen van de I-95 bestonden uit tolwegen die al voordien waren aangelegd of gepland, met name in het noordoosten. Veel van deze routes bestaan nog steeds, maar sommige zijn tolvrij geworden. Buiten Florida zijn de huidige I-95 tolfaciliteiten te gebruiken met het elektronische betaalsysteem van de E-ZPass. In Florida is gebruik van de I-95 gratis, maar is het gebruik van aparte aanliggende '95 Express Managed Toll Lanes' betalend en vereist een SunPass transponder.
De tolwegen gebruikt als onderdeel van de I-95 omvatten de voorheen betalende Florida's Turnpike, de Richmond-Petersburg Turnpike (tol tot 1992) en de Connecticut Turnpike (tol tot 1985). Ook een rit over de Fuller Warren Bridge die de St. Johns River in Jacksonville, Florida overbrugt, was betalend tot de jaren tachtig. Tegenwoordig blijft betalend de Fort McHenry Tunnel (onder Baltimore), de John F. Kennedy Memorial Highway, de Delaware Turnpike, de Pennsylvania Turnpike, de New Jersey Turnpike, de George Washington Bridge, de New England Thruway, de New Hampshire Turnpike en de Maine Turnpike.
De I-95 loopt dus sinds 1985 door de Fort McHenry Tunnel onder de Inner Harbor van Baltimore. Op het laagste punt van die tunnel ligt de snelweg 31 meter onder het zeeoppervlak, wat het laagste punt is van het hele Amerikaanse Interstate Highway System.

## Lengte
| Staat           | km    | mijl  |  |
|                 |       |       |  |
| Florida         | 615   | 382   |  |
| Georgia         | 180   | 112   |  |
| South Carolina  | 320   | 199   |  |
| North Carolina  | 292   | 181   |  |
| Virginia        | 288   | 179   |  |
| Washington D.C. | 0,2   | 0,1   |  |
| Maryland        | 177   | 110   |  |
| Delaware        | 38    | 23    |  |
| Pennsylvania    | 71    | 44    |  |
| New Jersey      | 143   | 89    |  |
| New York        | 38    | 23    |  |
| Connecticut     | 180   | 112   |  |
| Rhode Island    | 68    | 42    |  |
| Massachusetts   | 148   | 92    |  |
| New Hampshire   | 26    | 16    |  |
| Maine           | 488   | 303   |  |
|                 |       |       |  |
| Totaal          | 3.071 | 1.908 |  |

2 · 4 · 5 · 8 · 10 · 12 · 15 · 16 · 17 · 19 · 20 · 22 · 24 · 25 · 26 · 27 · 29 · 30 · 35 · 37 · 39 · 40 · 43 · 44 · 45 · 49 · 55 · 57 · 59 · 64 · 65 · 66 · 68 · 69 · 70 · 71 · 72 · 73 · 74 · 75 · 76 (west) · 76 (oost) · 77 · 78 · 79 · 80 · 81 · 82 · 83 · 84 (west) · 84 (oost) · 85 · 86 (west) · 86 (oost) · 87 · 88 (west) · 88 (oost) · 89 · 90 · 91 · 93 · 94 · 95 · 96 · 97 · 99 · 165 · 238 · 265 · 277 · 278 · 287 · 355 · 390 · 465 · 485 · 565 · 684 · 787 · 790 · 865

Hawaii:
H-1 · H-2 · H-3  
Alaska:
A-1 · A-2 · A-3 · A-4  
Puerto Rico:
PR-1 · PR-2 · PR-3